# Liste bekannter Persönlichkeiten des Westerwalds
Diese Seite listet die bekannten Persönlichkeiten des Westerwaldes auf. Neben einem wenigstens bundesweiten Bekanntheitsgrad oder einem relevanten eigenen Artikel in Wikipedia sollte mindestens eines der folgenden Kriterien zur Aufnahme in diese Liste erfüllt sein:
- geboren im Westerwald
- nachhaltiges und zeitlich umfangreiches kulturelles, politisches, gesellschaftliches oder religiöses Wirken im Westerwald

Über eine Erwähnung ist gegebenenfalls im Einzelfall zu entscheiden.

## A
- Willy Abel (1875–1951), Konstrukteur und Erfinder
- Adolf von Nassau (vor 1250–1298), römisch-deutscher König 1292–1298
- Dirk Adorf (* 1969), Rennfahrer
- Johannes Baptista von Albertini (1769–1831), Bischof und Botaniker
- Elisabeth Alexander (1922–2009), Schriftstellerin
- John Peter Altgeld (1847–1902), Gouverneur von Illinois
- Uwe Alzen (* 1967), Rennfahrer
- Meike Anlauff (* 1979), Rock- und Popsängerin
- Arnold II. von Wied (um 1098–1156), Erzbischof von Köln 1151–1156
- Gerhard Augst (* 1939), Sprachwissenschaftler

## B
- Stefan Baldus (* 1949), Politiker, CDU
- Andreas Balzar (1769–1797), Freischärler
- Sabine Bätzing-Lichtenthäler (* 1975), Politikerin, SPD
- Hans-Artur Bauckhage (1943–2018), Politiker, FDP
- Joe Bausch (* 1953), Arzt und Schauspieler
- Johann Wilhelm Bausch (1774–1840), Bischof von Limburg 1834–1840
- Bonifatius Becker (1898–1981), Abt des Klosters Kornelimünster 1956–1967
- Ernst-Otto Berk (* 1952), General
- Alfred Beth (* 1940), Politiker, CDU
- Emil Bettgenhäuser (1906–1982), Politiker, SPD
- Oliver Bimber (* 1973), Informatiker
- Joseph Blank (1913–1994), Politiker, CDU
- Theodor Blank (1905–1972), ehemaliger Bundesminister, CDU
- Wilhelm Boden (1890–1961), Politiker, CDU; Ministerpräsident von Rheinland-Pfalz 1946–1947
- Josef Brenner (1899–1967), Politiker, CDU
- Bruno IV. von Sayn (um 1165–1208), Erzbischof von Köln 1205–1208
- Manfred Bruns (1934–2019), ehemaliger Bundesanwalt am Bundesgerichtshof
- Boris Büchler (* 1969), Sportreporter
- Klaus Budewig (1941–2020), Präsident des sächsischen Verfassungsgerichtshofes 2005–2006
- August Bungert (1845–1915), Komponist und Dichter
- Katja Burkard (* 1965), Fernsehmoderatorin

## C
Carmen Sylva (1843–1916) = Elisabeth zu Wied
- Josef Christ (1917–1995), Bildhauer
- Wolfram Christ (* 1955), Dirigent und Bratschist
- Gerhard Curdes (* 1933), Architekt, Stadt- und Landschaftsplaner

## D
- Karl-Wilhelm Dahm (* 1931), Theologe und Soziologe
- Friedrich Dasbach (1846–1907), Priester, Publizist und Politiker
- Frank Decker (* 1964), Politikwissenschaftler
- Paul Deussen (1845–1919), Philosophiehistoriker und Indologe
- Paul Dickopf (1910–1973), Mitbegründer des BKA
- Diether von Nassau (um 1250–1307), Erzbischof von Trier 1300–1307
- Titus Dittmann (* 1948), Unternehmer und „Vater der deutschen Skateboard-Szene“
- Ralph Dommermuth (* 1963), Unternehmer
- Verena Dreier (* 1985), Leichtathletin

## E
- Jürgen Ebach (* 1945), Theologe
- Ferdinand Ebert, Historiker, Schriftsteller, r.-k. Pfarrer
- Thomas Enders (* 1958), Manager
- Dominik Eulberg (* 1978), Techno-Produzent

## F
- Heiner Feldhoff (* 1945), Schriftsteller
- Carl Otto Fey (1894–1971), Jagdmaler
- Eberhard Fischer (* 1961), Botaniker
- Rosa Flesch (1826–1906), Ordensgründerin der Franziskanerinnen von der allerseligsten Jungfrau Maria von den Engeln
- Herman Flesche (1886–1972), Architekt
- Friederike Elisabeth von Sachsen-Eisenach (1669–1730), Herzogin
- Friedrich III. von Wied (zwischen 1475 und 1478–1551), Bischof von Münster 1522–1532
- Friedrich III. von Wied (1618–1698), Graf und Gründer der Stadt Neuwied
- Friedrich IV. von Wied (um 1518–1568), Erzbischof von Köln 1562–1567
- Dieter Fritsch (* 1950), Geodät
- Konrad Fuchs (1928–2015), Historiker
- Anton Führer (1854–1929), Orientalist, alt-kath. Pfarrer, Lehrer, Schulleiter und Autor
- Johannes Füllenbach (1935–2023), Theologe und Missionar

## G
- Jörg Geibert (* 1963), Politiker, CDU
- Hellmuth Gensicke (1917–2006), Historiker
- Erhard Geyer (* 1939), ehemaliger Bundesvorsitzender des Deutschen Beamtenbundes
- Maria Wilhelm Friedrich Gies (* 1945), Künstler
- Frank Göbler (* 1957), Slawist
- Karl Otto Götz (1914–2017), Künstler, Hauptvertreter des Informel
- Robert Götz (1892–1978), Dichter und Komponist
- Heinrich Gogarten (1850–1911), Landschaftsmaler
- Paul Grimm (1926–2018), Künstler
- Hermann Gründel (1931–2013), Botschafter
- Peter Günther (1882–1918), Radrennfahrer
- Rudi Gutendorf (1926–2019), Fußballtrainer

## H
- Otto Rudolf Haas (1878–1956), Stahlindustrieller
- Rudolf Haas (1843–1916), Montanunternehmer
- Dieter Hackler (* 1953), Bundesbeauftragter für den Zivildienst 1991–2006
- Hadwig von Wied (vor 1120 – vermutlich vor 1172), Äbtissin der Stifte Gerresheim und Essen
- Dittmar Hahn (* 1943), Richter am Bundesverwaltungsgericht 1992–2008
- Karl-Eberhard Hain (* 1960), Jurist
- Karl Hartmann (1857–1910), Dichter
- Johannes Haw (1871–1949), Gründer der Ordensgemeinschaften der Johannesschwestern von Maria Königin sowie der Missionare vom Hl. Johannes dem Täufer
- Heinrich III. von Sayn (um 1185–1247), Graf
- Heinrich IV. von Sayn (1539–1606), Graf
- Annegret Held (* 1962), Schriftstellerin
- Ulla Held-Daab (* 1962), Richterin am Bundesverwaltungsgericht
- Bernhard Hemmerle (* 1949), Kirchenmusiker und Komponist
- Richard Henkes (1900–1945), Pater und Widerstandskämpfer gegen den Nationalsozialismus
- Hendrik Hering (* 1964), Politiker, SPD
- Hermann V. von Wied (1477–1552), Erzbischof von Köln 1515–1547
- Lothar Hermann (1901–1974), deutsch-jüdischer Holocaust Überlebender
- Eugen Heyn, Pionier der Westerwälder Heimatkunde, ev. Pfarrer
- Norbert van Heyst (* 1944), General
- Georg Hilpisch (1846–1928), Generalvikar und Kirchenhistoriker
- Joseph Höffner (1906–1987), Bischof von Münster 1962–1969 und Erzbischof von Köln 1969–1987
- Juan Holgado (* 1968), Olympiasieger
- Peter Melander von Holzappel (1589–1648), General
- Joachim Hörster (1945–2020), Politiker, CDU, MdB
- Peter Hussing (1948–2012), Boxer

## I
- Bodo Illgner (* 1967), Fußballnationalspieler
- Friedrich von Ingenohl (1857–1933), Admiral
- Arnold von Isenburg (um 1190–1259), Erzbischof von Trier 1242–1259
- Johann von Isenburg (um 1507–1556), Erzbischof von Trier 1547–1556
- Salentin von Isenburg (1532–1610), Erzbischof von Köln 1567–1577

## J
- Johann Ludwig von Nassau-Hadamar (1590–1653), Fürst
- Johann Wilhelm von Sachsen-Eisenach (1666–1729), Herzog
- Hermann Jung (1901–1988), Journalist und Schriftsteller

## K
- Thomas Kagermann (* 1950), Musiker
- Johannes Kalpers (* 1966), Sänger
- Maria Katharina Kasper (1820–1898), Ordensgründerin der Armen Dienstmägde Jesu Christi
- Joseph von Keller (1811–1873), Kupferstecher
- Hermann Knackfuß (1848–1915), Kunstmaler
- Arthur Knautz (1911–1943), Olympiasieger
- Kaspar Kögler (1838–1923), Maler und Heimatdichter
- Heinz König (1927–2002), Ökonom und Rektor der Universität Mannheim
- Thomas Kraft (* 1988), Fußballspieler
- Andreas Krautscheid (* 1961), Politiker, CDU
- Gerhard Krempel (* 1931), Parlamentarier, Rechtsanwalt, Ehrenbürger von Westerburg
- Jörg Kühn (* 1952), Architekt

## L
- Georg Leber (1920–2012), ehemaliger Bundesminister, SPD
- Johann Daniel Leers (1727–1774), Botaniker
- Franz Leuninger (1898–1945), Widerstandskämpfer gegen den Nationalsozialismus
- Ernst Lindemann (1894–1941), Marineoffizier und Kommandant des Schlachtschiffes Bismarck
- Roman Lob (* 1990), Sänger
- Karl Löber, Lehrer, Volkskundler
- Jacqueline Lölling (* 1995), Skeletonsportlerin
- Stephan Lück (1806–1883), Kirchenmusiker, Theologe und Herausgeber
- Die Ludolfs, Autoverwerter und Serienstars
- Heinrich August Luyken (1864–1947), Schriftsteller in Esperanto

## M
- Theodor Maas (1882–1943), Pfarrer in Altenkirchen und NS-Opfer
- Ferdinand von Malaisé (1806–1892), Bayerischer General sowie Erzieher von König Ludwig III. und seinem Bruder Prinz Leopold von Bayern
- René Marik (* 1970), Puppenspieler und Comedian
- Norbert Martin (1936–2020), Soziologe
- Bernd Merkel (1938–2024), Admiral und Zahnmediziner
- Mathias Metternich (1747–1825), Mathematiker und Physiker
- Reiner Meutsch (* 1955), Reiseunternehmer und Gründer der Stiftung FLY & HELP
- Benno Johann Josef Müller (1803–1860), Bibelforscher
- Johannes Müller (1832–1918), Philologe
- Norbert Müller-Everling (* 1953), Bildhauer

## N
- Astrid van Nahl (* 1951), Mediävistin, Publizistin und Übersetzerin

## O
- Adam C. Oellers (* 1949), Kunsthistoriker
- Johannes Orth (1847–1923), Pathologe
- Hanns-Josef Ortheil (* 1951), Schriftsteller

## P
- Kim Petras (* 1992), Sängerin und Songwriterin
- Leander Petzoldt (1934–2024), Ethnologe
- Ulrich Pracht (* 1955), General und Mediziner
- Fritz Pullig (1887–1963), Flugpionier

## R
- Adolph Raht (1789–1858), Politiker
- Friedrich Wilhelm Raiffeisen (1818–1888), Sozialreformer
- Simon Reichwein (um 1501–1559), Humanist, Arzt und Gelehrter
- Roderich Reifenrath (* 1935), Journalist
- Karl Reinhardt (1849–1923), Schulreformer
- Dietmar Rieth (* 1958), Politiker
- Erhard Rittershaus (1931–2006), Politiker
- Mike Rockenfeller (* 1983), Rennfahrer
- Andreas Rödder (* 1967), Historiker
- Abraham Roentgen (1711–1793), Kunsttischler
- David Roentgen (1743–1807), Kunsttischler
- Gerhard Roth (* 1933), Politiker, SPD
- Heinrich Roth (1889–1955), Politiker, Zentrum
- Hermann Josef Roth (* 1938), Theologe, Naturwissenschaftler und Kulturwissenschaftler
- Erwin Rüddel (1955–2025), Politiker, CDU
- Josef Rüddel (1925–2023), Politiker, CDU
- Barbara Rudnik (1958–2009), Schauspielerin

## S
- August Sander (1876–1964), bedeutender Fotograf des 20. Jahrhunderts
- Heike Schäfer (* 1964), Sängerin
- Rudolf Scharping (* 1947), Politiker, SPD
- Horst Scheel (* 1950), Schauspieler
- Werner Schepp (* 1958), Kirchenmusiker
- Dirk Schiefen (* 1979), Musiker
- Jan Schlaudraff (* 1983), Fußballnationalspieler
- Karl Schneider-Pungs (1914–2001), Admiral
- Bernhard Constantin von Schoenebeck (1760–1835), Mediziner, Bibliothekar und Autor
- Rolf Schult (1927–2013), Synchronsprecher und Schauspieler
- Ambrosius Schupp (1840–1914), Jesuit, Schriftsteller, Zoologe
- Dominik Schwaderlapp (* 1967), Generalvikar des Erzbistums Köln
- Heinz Schwarz (1928–2023), ehemaliger Innenminister von Rheinland-Pfalz
- Die Malerfamilie Seekatz hat in Westerburg ihre Wurzeln:
  - Georg Friedrich Christian Seekatz (1683–1750), Maler
  - Johann Martin Seekatz (1680–1729), Maler
- Franz-Josef Sehr (* 1951), Kaufmann und Feuerwehrfunktionär
- Volker Sellin (* 1939), Historiker und Rektor der Ruprecht-Karls-Universität Heidelberg
- Hartmut Siebertz (1951–2020), General und Mediziner
- Siegfried von Westerburg (unbekannt–1297), Erzbischof von Köln 1275–1297
- Gerd Silberbauer (* 1953), Schauspieler
- Pedro Sinzig (1876–1952), Franziskaner, Missionar
- Martin Stadtfeld (* 1980), Pianist
- Heinrich Friedrich Karl vom und zum Stein (1757–1831), preußischer Politiker
- Rolf Steinhaus (1916–2004), Admiral
- Alois Stettner (1911–1957), Kunstmaler
- Carmen Sylva → Elisabeth zu Wied (1843–1916), Königin von Rumänien und Schriftstellerin
- Ralph Szepanski (* 1967), Journalist

## T
- Bruno Tacke (1861–1942), Moorforscher und Bodenkundler
- Hans Teusen (1917–2011), General
- Amand Theis (* 1949), Fußballspieler
- Theoderich II. von Wied (um 1170–1242), Erzbischof von Trier 1212–1242

## U
- Ulrich Ueckerseifer, Journalist und TV-Wirtschaftsexperte, WDR

## W
- Franz Xaver Wagner (1837–1907), Konstrukteur und Erfinder
- Adalbert II. von Walderdorff (1697–1759), Fürstabt und Bischof von Fulda 1757–1759
- Johann Philipp von Walderdorff (1701–1768), Erzbischof von Trier 1756–1768, Fürstbischof von Worms 1763–1768
- Roland Walter (* 1934), Geologe
- Ulrich Wegener (1929–2017), ehemaliger Kommandeur der GSG 9
- Roman Weidenfeller (* 1980), Fußballspieler
- Anna Thekla von Weling (1837–1900), Schriftstellerin
- Erich Wenderoth (1896–1993), Jurist und Mitgründer der Rheinischen Post
- Elisabeth zu Wied (1843–1916), Königin von Rumänien und Schriftstellerin, Pseudonym Carmen Sylva
- Prinz Maximilian zu Wied-Neuwied (1782–1867), Forschungsreisender
- Fürst Wilhelm zu Wied (1845–1907), Präsident des Preußischen Herrenhauses und Präsident des Rheinischen Provinziallandtages
- Prinz Wilhelm zu Wied (1876–1945), Fürst von Albanien 1914
- Clemens Wilmenrod (1906–1967), Fernsehkoch
- Paul Wingendorf (1914–1995), Politiker, CDU
- Gisela Wirtgen (* 1944), Gründerin von Kinder in Not und Unternehmerin
- Philipp Wirtgen (1806–1870), Botaniker und Heimatforscher
- Eduard Wissmann (1824–1899), Schriftsteller und Politiker
- Otto Wittgen (1881–1941), Oberbürgermeister von Koblenz
- Klaus-Peter Wolf (* 1954), Schriftsteller, Drehbuchautor, lebte viele Jahre in Bruchertseifen
- Erwin Wortelkamp (* 1938), Bildhauer und Maler

## Z
- Paul Zimmerling (1927–2006), bildender Künstler
- Ludwig Zöller (* 1953), Geograph